# Голубянка эндимион
Голубянка эндимион (Turanana endymion) — вид бабочек из семейства голубянки. Длина переднего крыла 10—12 мм.

## Этимология названия

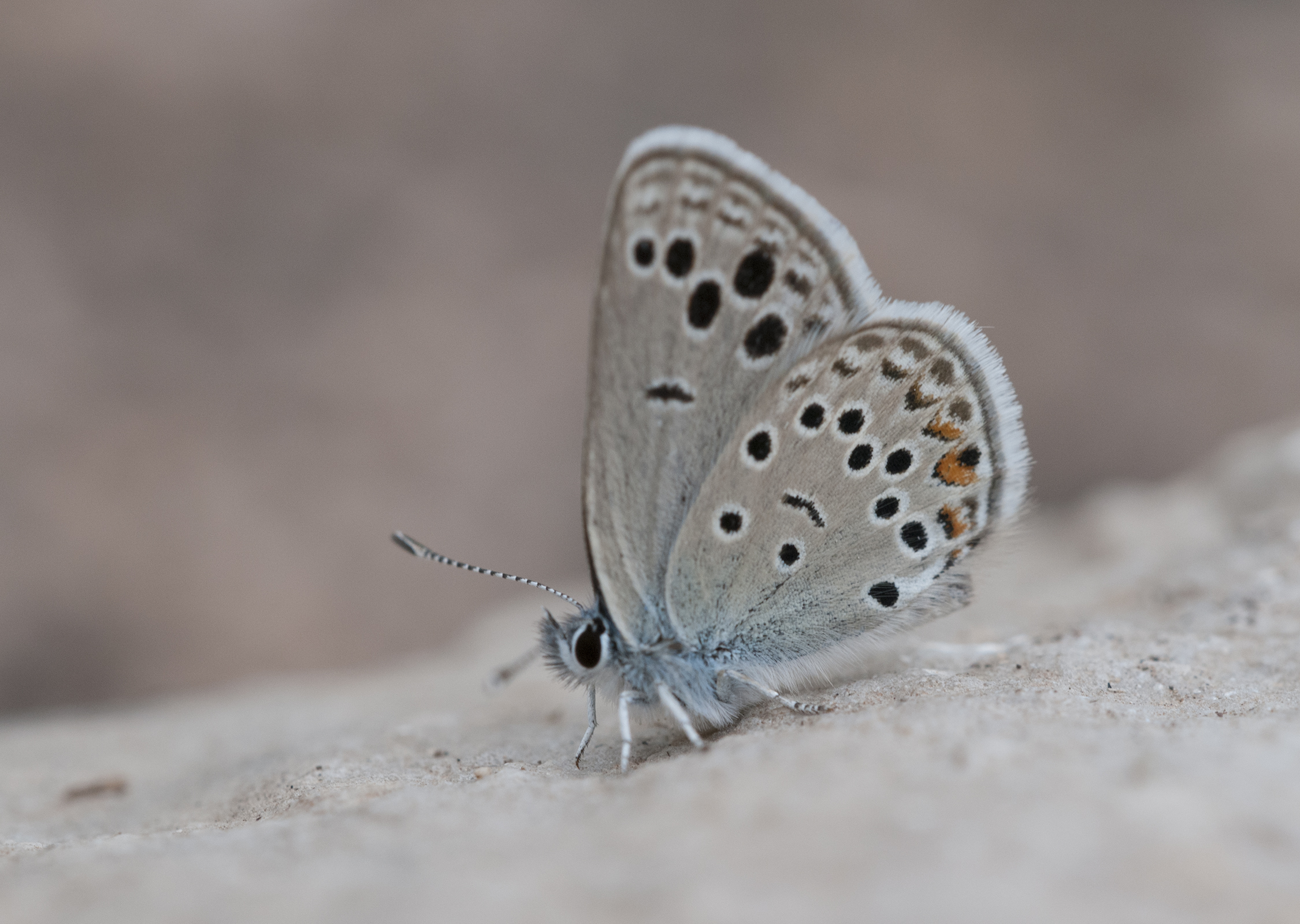

Эндимион (греческая мифология) — юноша, взятый Зевсом на небо и покушавшийся на Геру, за что он был обречен Зевсом на вечный сон в карийской пещере горы Латмос.

## Ареал
Греция (горы Хельмос, Тайгет), Турция, Армения, Азербайджан, Россия (Дагестан), Сирия, Иран.
В России отмечено самое северное местонахождение вида: два экземпляра (самец и самка) были собраны 27 июля 2003 года в окрестностях селений Энтлох и Чирката на реке Андийское Койсу в Дагестане.
Бабочки встречаются на открытых, каменистых, ксерофитных участках в ущельях и на склонах, покрытых небольшими зарослями кустарников.

## Биология
Развивается в одном поколении за год. Время лёта в конце июля. Часто летают над каменистыми участками, над цветущими растительными ассоциациями по склонам, нередко садятся на влажную почву. Бабочек привлекают кусты Crataegus pycnoloba в жаркую безветренную погоду и заросли чабреца (Thymus). Яйца самки откладывают на чашечку цветка, на которой питается только что вылупившаяся гусеница. Зимует куколка. Кормовые растения: акантолимон (Acantholimon sp.).